# Мерлен, Пьер
Пьер Мерлен (23 октября 1952, Кольмар — 3 мая 2005, Страсбург) — музыкант, автор инструментальных композиций. Приобрёл известность в начале 70-х годов XX века, как участник легендарной англо-французской рок-группы Gong.

## Биография
Мерлен родился на юге Франции в семье музыкантов. Его отец служил штатным органистом в Страсбургском соборе, а впоследствии преподавал в консерватории. Мать была школьным преподавателем игры на фортепьяно. Все три его сестры и брат также впоследствии стали музыкантами. Первоначально Пьер обучался фортепьянному исполнительству, но в подростковом возрасте перешёл в класс ударных инструментов. В 1967 году он поступил в консерваторию Страсбурга в класс классической перкуссии под руководством Жана Батина (фр. Jean Batigne), который был одним из организаторов легендарного коллектива Les Percussions de Strasbourg.
В 1972 году обучение было успешно закончено и вскоре последовало приглашение в психоделическую группу Gong под управлением Дэвида Аллена. В этом составе Мерлен принял участие в записи нескольких альбомов и во множестве концертных выступлений.
Ко второй половине 70-х годов Аллен покинул группу, но контрактные обязательства требовали от оставшихся членов коллектива новые записи. В этих условиях на передний план вышли композиторские способности Мерлена. Под его влиянием музыкальная стилистика группы постепенно стала тяготеть к инструментальному року с элементами джаз-рока. Выполняя условия контракта, коллектив в несколько изменённом составе переименовался в Pierre Moerlen's Gong, который постоянно существовал до 1981-го года и периодически реанимировался в разных частях мира с различными музыкантами вплоть до 2005 года.
Пьер Мерлен продолжал одновременно выступать в различных проектах во Франции и за границей, записывал музыку, обучал игре на ударных инструментах в Школе Страсбургской Перкуссии, принимал участие в постановке, представлениях и мировом турне бродвейского мюзикла «Отверженные» («Les Miserables»), в рамках которого дал более 400 спектаклей.
Пьер Мерлен дважды приезжал в Россию. 20 апреля 2001 года совместно с российскими музыкантами был дан концерт в рамках ежегодного фестиваля SKIF (Sergey Kuriokhin International Festival, Фестиваль имени Сергея Курёхина). Годом позже, совместно с известным певцом и музыкантом Михаилом Огородовым, в Санкт-Петербурге был записан последний прижизненный альбом Pentanine, который вышел только в 2004 году практически одновременно в России и Европе.
Мерлен скончался во сне 3 мая 2005 года на 53-м году жизни.

## Избранная дискография

### СGongиPierre Moerlen's Gong
- 1973 : Angel's Egg
- 1974 : You
- 1975 : Shamal
- 1976 : Gazeuse! (Expresso in the USA)
- 1978 : ExpressoII
- 1979 : Downwind
- 1979 : Time Is the Key
- 1980 : Pierre Moerlen's Gong Live
- 1981 : Leave It Open
- 1986 : Breakthrough
- 1988 : Second Wind
- 2002 : Pentanine

### СМайком Олдфилдом(Mike Oldfield)
- 1975 : Ommadawn
- 1978 : Incantations
- 1979 : Exposed
- 1979 : Platinum
- 1983 : Crises
- 1985 : The Complete Mike Oldfield
- 1987 : Islands

### Барабанщик,перкуссионист
- 1973 : Supersister - Iskander
- 1975 : Steve Hillage - Fish Rising
- 1975 : Slapp Happy - Desperate Straights
- 1977 : Pekka Pohjola - Mathematicians Air Display
- 1978 : Thin Lizzy - Live & Dangerous
- 1979 : Mick Taylor - Mick Taylor
- 1980 : Sally Oldfield - Celebration
- 1982 : Philip Lynott -  Philip Lynott Album
- 1983 : Sally Oldfield - Strange Day In Berlin
- 1983 : Jean-Yves Lievaux  - Transformances
- 1988 : Bireli Lagrene - Inferno
- 1995 : Project Lo - Dabblings in the Darkness
- 1997 : Brand X - Manifest Destiny